# Седнев, Георгий Михайлович
Седнев Георгий Максимович (22 апреля 1904, Троицко-Сафоново, Херсонская губерния — 18 декабря 1943, Владимировка, Николаевская область) — советский подпольщик, командир партизанского соединения.

## Биография
Родился в 22 апреля 1904 года в селе Троицко-Сафоново в многодетной бедной крестьянской семье.
С начала 1920-х годов жил в Ингульце, был рабочим в горной промышленности. В 1921 году вступил в комсомол, вёл агитационную работу, в 1925 году был организатором создания в Троицко-Сафоново первого колхоза «Артель бедняка».
В 1928 году поступил на рабочий факультет Педагогического института имени А. И. Герцена в Ленинграде, который окончил в 1932 году, получив диплом учителя. Член ВКП(б) с 1932 года.
В 1938 году с женой уехал в город Кизел Пермской области, где работал директором школы. В 1940 году вернулся на рудник «Ингулец», где начал преподавать в профессиональном училище № 7.
В августе 1941 года Широковским районным комитетом КП(б)У оставлен для организации подполья. Переехал в село Владимировка Николаевской области, где устроился инспектором школ. Работая на должности имел возможность собирать патриотов, уже в сентябре-декабре 1941 года была организованна группа из 43 человек. Попав под подозрение фашистов перешёл на нелегальное положение. На начало 1943 года в составе партизанского соединения было 12 групп в Ингульце, Казанке, Троицко-Сафоново, Новолазаревке, Лагодовке, в составе 129 человек, действовавших в Николаевской области и на Криворожье. Отряд проводил диверсии, освобождал пленных, спасал людей от каторги, добывал оружие. В распоряжении отряда было три радиоприёмника, рация, две печатные машинки, портативная типография. Осенью 1943 года отряд начал активные боевые действия в районе Кривого Рога.
24—25 октября 1943 года группа из соединения Седнева вместе с группой Бедняка И. П. и группой советских десантников-разведчиков вступила в бой в селе Рахмановка. В несколько следующих дней партизаны понесли существенные потери.
10 декабря 1943 года во главе небольшого отряда вступил в бой с 25 фашистами в селе Григорьевка. Был ранен в грудь, попал в плен, где во Владимирской жандармерии подвергся жестоким пыткам.
Расстрелян 18 декабря 1943 года в селе Владимировка, тело брошено под лёд реки Висунь. После освобождения села был перезахоронен в центре села Владимировка.

## Награды
- Орден Отечественной войны 1-й степени (посмертно).

## Память
- Памятник на могиле;
- Именем назван проспект в Кривом Роге[2];
- Именем названа улица во Владимировке;
- Памятная доска в Кривом Роге[3].